# Пятый период периодической системы
К пя́тому пери́оду периоди́ческой систе́мы относятся элементы пятой строки (или пятого периода) периодической системы химических элементов. Строение периодической таблицы основано на строках для иллюстрации повторяющихся (периодических) трендов в химических свойствах элементов при увеличении атомного числа: новая строка начинается тогда, когда химические свойства повторяются, что означает, что элементы с аналогичными свойствами попадают в один и тот же вертикальный столбец. Пятый период содержит восемнадцать элементов (столько же, сколько и предыдущий), в него входят: рубидий, стронций, иттрий, цирконий, ниобий, молибден, технеций, рутений, родий, палладий, серебро, кадмий, индий, олово, сурьма, теллур, иод и ксенон. Все элементы этого периода (кроме палладия) имеют пять электронных оболочек. Первые два из них, рубидий и стронций, входят в s-блок периодической таблицы, тогда как остальные относятся к р-блоку. Этот период содержит элементы, представляющие собой исключения из правил. Так технеций является одним из двух элементов до свинца, который не имеет стабильных изотопов, а молибден и иод являются самыми тяжелыми элементами, играющими биологическую роль. Кроме того, ниобий имеет наибольшую глубину магнитного проникновения среди всех элементов.
Этот период имеет большое количество исключений из правила Клечковского, к ним относятся: ниобий (Nb), молибден (Mo), рутений (Ru), родий (Rh), палладий (Pd) и серебро (Ag).

## Элементы
| Группа | 1     | 2     | 3    | 4     | 5     | 6     | 7     | 8     | 9     | 10    | 11    | 12    | 13    | 14    | 15    | 16    | 17   | 18    |
|        | I     | II    |      |       |       |       |       |       |       |       |       |       | III   | IV    | V     | VI    | VII  | VIII  |
| Символ | 37 Rb | 38 Sr | 39 Y | 40 Zr | 41 Nb | 42 Mo | 43 Tc | 44 Ru | 45 Rh | 46 Pd | 47 Ag | 48 Cd | 49 In | 50 Sn | 51 Sb | 52 Te | 53 I | 54 Xe |

| Щелочные металлы | Щёлочноземельные металлы | Лантаноиды | Актиноиды | Переходные металлы | Постпереходные металлы | Полуметаллы | Неметаллы | Галогены | Инертные газы |

### Рубидий
Рубидий (Rb) — первый элемент пятого периода, мягкий серебристо-белый щелочной металл с атомным номером 37 и атомной массой 85,4678. В природе встречается в виде смеси стабильного изотопа 85Rb (72,15 %) и радиоактивного изотопа 87Rb (27,86 %) с периодом полураспада 4,8.1010 лет. Искусственно получено ещё 26 радиоактивных изотопов рубидия с массовыми числами от 75 до 102 и периодами полураспада от 37 мс (рубидий-102) до 86 дней (рубидий-83).
Содержание рубидия в земной коре составляет 7,8·10−3%. Это примерно столько же, сколько никеля, меди или цинка. По распространённости в земной коре рубидий находится примерно на 20-м месте, однако в природе он находится в рассеянном состоянии, рубидий — типичный рассеянный элемент.
Рубидий входит как компонент в материал катодов для фотоэлементов и фотоэлектрических умножителей, входит в состав смазочных композиций, используемых в реактивной и космической технике, применяется как катализатор в гидридных топливных элементах. Пары рубидия используются в разрядных электрических трубках, лампах низкого давления, источниках резонансного излучения, в чувствительных магнитометрах, стандартах частоты и времени. Перспективно использование рубидия в качестве теплоносителя и рабочей среды в ядерных реакторах и турбоэлектрических генераторных установках. Мировое производство рубидия и его соединений около 450 кг/год.
Рубидий опасен в обращении, хранят его в ампулах из стекла пирекс в атмосфере аргона или в стальных герметичных сосудах под слоем обезвоженного масла (вазелинового, парафинового). Утилизируют рубидий обработкой остатков металла пентанолом.

### Стронций
Стронций — второй элемент пятого периода, мягкий, ковкий и пластичный серебристо-белый щёлочноземельный металл с атомным номером 38 и атомной массой 87,62.Природный стронций состоит из четырёх стабильных изотопов: 88Sr (82,56 %), 86Sr (9,86 %), 87Sr (7,02 %) и 84Sr (0,56 %). Стронций отличается большой химической активностью, по химическим свойствам сходен с кальцием и барием.
Содержание стронция в земной коре 3,4·10−2% по массе, в океанических водах содержится 11097000 т (8,1 мг/л). В свободном виде не встречается.
Стронций ограниченно используют в технике для раскисления меди и бронзы, в качестве легирующих добавок к сплавам магния, алюминия, свинца, никеля и меди. Более широко используют соединения стронция при изготовлении специальных оптических стёкол, в пиротехнических составах, в производстве ферромагнитных и люминесцентных материалов и т. д. Соли стронция, в том числе радиоактивного стронция, применяют в терапии кожных болезней, соли жирных кислот — при изготовлении консистентных смазок.
Радиоактивный стронций может поступать в окружающую среду в результате ядерных испытаний и аварий на АЭС. Как аналог кальция, стронций активно участвует в обмене веществ у растений. В растения стронций-90 попадает при загрязнении листьев и из почвы через корни. Особенно много его накапливают бобовые, корне- и клубнеплоды и злаки. При избытке стронция в организме человека прежде всего поражаются костная ткань, печень и кровь. Предельно допустимая концентрация стронция в воде 8 мг/л, в воздухе от 1 до 6 мг/м3 (для разных соединений по-разному).